# Litostomatea
Litostomatea — клас найпростіших типу Війчасті (Ciliophora).
Litostomatea поділяється на два підкласи: Haptoria і Trichostomatia. До підкласу Haptoria належать хижаки які полюють на інші інфузорії. Наприклад види роду  Didinium полюють на інфузорії-туфельки роду Paramecium. Представники підкласу Trichostomatia є ендосимбіонтами, що живуть у шлунково-кишковому тракті хребетних тварин. Найвідомішим представником підкласу є Balantidium coli, що паразитує в організмі людини.
На основі генетичних досліджень, нещодавно запропоновано відродити підклас Rhynchostomatia, який був запропонований у 1980 році А.В.Янковським. До цього підкласу мають належати два роди: Dileptida і Tracheliida.